# Akit a mozdony füstje megcsapott…
Az Akit a mozdony füstje megcsapott… Moldova György 1977-ben megjelent riportkönyve, szociográfiája. A mű az 1968-as közlekedéspolitikai koncepció bevezetését követő időszakban, 1975-1977 között készült. Pontos, összefoglaló képet ad a Magyar Államvasutak belső életéről, működéséről; bemutatja a vasút dolgozóinak életét, munkakörülményeit.
Moldova György … író könyvet készít a Magyar Államvasutak történetéről, mai munkájáról és a vasutas dolgozók életéről.
Munkáját a Magyar Államvasutak vezetése és személy szerint én magam is támogatom, […]
Fontosnak tartom, hogy közös segítségünkkel Moldova György olyan anyag birtokába jusson, amely méltóan mutatja be a vasutasok életét, munkáját, harcait. […]
A könyvet először 1977-ben adták ki, amelyet újabb kiadások követtek 1978-ban, 1979-ben, 1984-ben és 1995-ben.
1987-ben a Vakok és Gyengénlátók Országos Szövetsége kiadta hangoskönyvben, Galamb Zoltán felolvasásában.
A fényképeket Horváth Péter készítette.

## Tartalma
A könyv hat fejezetből áll. Az első fejezet (A forgalomnak menni kell! címmel) ismerteti a Ferencváros vasútállomás – az ország legnagyobb rendező-pályaudvara – működését, bemutatja a vasutasok mindennapjait, „számba veszi a szinte eposzba illő erőfeszítést, ahol a vasutasok csökkentett létszámmal mostoha körülmények között biztosítják a forgalom menetét, felejthetetlen portrét rajzolva róluk”. Képet ad az idősebb és a fiatalabb vasutasok, vasutasnemzedékek gondolkodásmódjáról.
A Vezérállásban című fejezet a mozdonyvezetők szemszögéből mutatja be a vasutat. A Lassújel című fejezet arra keresi a választ, hogy mi okozhatja a vonatok késését. A Záhony – az ország kapuja címet viselő fejezet Európa legnagyobb átrakó-pályaudvarát mutatja be. Az Utolsó vonatok a megszüntetett vonalakról – a vasútbezárások körülményeiről és következményeiről, gazdasági és társadalmi hatásairól – szól.
A munkavégzés során megsérült, lerokkant vasutasok gyógyítását, rehabilitációját mutatja be az utolsó, A beteg vasutas című fejezet.